# Федерико Македа
Федерико Кико Македа (итал. Federico Macheda; Рим, 22. август 1991) је италијански фудбалер који игра као нападач у Панатинаикосу.
Постигао је веома битан погодак за Манчестер јунајтед против Астон Виле и тако значајно помогао свом тиму да освојио титулу у Премијер лиги те сезоне.